# Phanerodiscus diospyroidea
Phanerodiscus diospyroidea är en tvåhjärtbladig växtart som beskrevs av René Paul Raymond Capuron. Phanerodiscus diospyroidea ingår i släktet Phanerodiscus och familjen Aptandraceae. Inga underarter finns listade i Catalogue of Life.